# Super Cobra
 (janvier 2015).
Si vous disposez d'ouvrages ou d'articles de référence ou si vous connaissez des sites web de qualité traitant du thème abordé ici, merci de compléter l'article en donnant les références utiles à sa vérifiabilité et en les liant à la section « Notes et références ».
Super Cobra (Japonais : スーパーコブラ, Rōmaji : sūpā kobura) est un jeu vidéo de tir à défilement horizontal de l'éditeur japonais Konami, sorti en 1981 sur borne d'arcade.
Super Cobra est une amélioration de Scramble, sorti la même année, il en reprend les graphismes et le principe, tout en les améliorant.
Il est sans doute, sous l'influence de Vanguard de SNK sorti la même année également, à l'origine du concept de la série Gradius, qui commence en 1985, puis de la série Salamander, qui  commence en 1986 et enfin de la série R-Type de Irem, débutant en 1987.
Depuis 2020, le jeu fait partie de la série de jeu vidéo Arcade Archives et est disponible à l'achat sur PlayStation 4 et Nintendo Switch.

## Synopsis
Dans ce jeu, un hélicoptère Super Cobra se bat contre différents ennemis au sol ou volant, en se promenant au milieu de cavernes. Il jeu comporte dix niveaux différents et une mission finale, nommée base, dans lequel l'hélicoptère doit récupérer une caisse au trésor, contenant l'inscription '$'. La fin de la mission a donc changé par rapport à Scramble ou il fallait détruire une cible au sol (le défilement bouclait sur le paysage de cette cible).

## Système de jeu

### Armes
Comme dans Scramble et le futur Gradius (1985), l'aéronef peut tirer horizontalement des roquettes et peu larguer des bombes. Par contre, contrairement à Gradius, les deux armes sont acquises dès le début du jeu et ne varieront pas tout au long du jeu.

### Décors
Cette fois, le décor est une caverne (de roche puis de métal) plutôt qu'un paysage montagneux (il y a des décors en haut).

### Ennemis
Les ennemis arrivent parfois par vagues, de la même façon que dans Gradius au début de niveau, certains sont plus résistants, il faut leur tirer plusieurs fois dessus pour les détruire. Certaines fusées air-sol sont directionnels, elle ne se contentent plus de partir tout droit. Certains ennemis se déplacent sur une petite distance au sol, comme dans Gradius.

## Portages
Super Cobra a été porté sur ColecoVision, Intellivision, MSX, Atari 2600, Atari 5200, Atari 8-bits.

## Héritage
Le 24 mars 2010, la version arcade de Super Cobra fait partie des jeux disponibles au lancement du service Game Room (en) de Microsoft, accessible sur Xbox 360 et PC.